# Cheeneetnukiidae
Cheeneetnukiidae zijn een uitgestorven familie van weekdieren uit de klasse van de Gastropoda (slakken).

## Taxonomie
De volgende geslachten zijn bij de familie ingedeeld:
- † Cheeneetnukia Blodgett & Cook, 2002[1]
- † Pingtianispira Cook & Pan, 2004[2]
- † Ulungaratoconcha Blodgett & Cook, 2002[1]